# Forte de Curupaiti

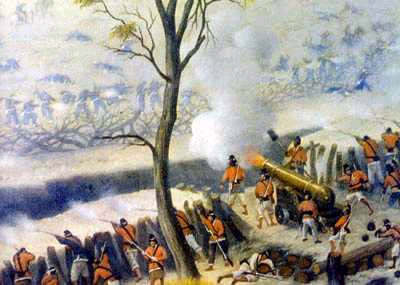
Soldados paraguaios na Batalha de Curupaiti atirando de uma trincheira contra as tropas aliadas.

O Forte de Curupaiti localizava-se na margem esquerda do rio Paraguai, a cerca de cinco quilômetros ao Sul da Fortaleza de Humaitá, no Paraguai.

## História
A primitiva fortificação do passo de Curupaiti iniciou-se em 1779, quando a cidade de Corrientes ocupou a região. Posteriormente, em 1810, no contexto das lutas pela independência, foi mandada guarnecer pelo Governador realista do Paraguai, Bernardo de Velasco.
No contexto da Guerra da Tríplice Aliança, da mesma forma que o Forte de Curuzú, constituía-se numa defesa avançada da Fortaleza de Humaitá. Este complexo defensivo paraguaio controlava o acesso por via fluvial à capital, Assunção. Após a queda de Curuzú, Curupaiti tornou-se o próximo alvo das forças aliadas.
Enquanto ocorriam os combates pelo Forte de Curuzú, e posteriores negociações diplomáticas, o Forte de Curupaiti teve as suas defesas reforçadas, inclusive com um entrincheiramento de cerca de dois quilômetros de extensão, complementado por um fosso de quatro metros de largura por dois de profundidade. A terra retirada do fosso foi apiloada em parapeitos defensivos de dois metros de altura, atrás dos quais se distribuíam noventa canhões, cobrindo o lado do rio e o lado de terra, bem como cinco mil soldados paraguaios.
Essa defesa mostrou-se eficiente para rechaçar o ataque combinado fluvial e terrestre, desferido pela esquadra do vice-almirante Joaquim Marques Lisboa e pelo 2º Corpo do Exército brasileiro.
No desenvolvimento do conflito, o forte foi desocupado pelas forças paraguaias em 23 de Março de 1868.

## As trincheiras de Curupaiti

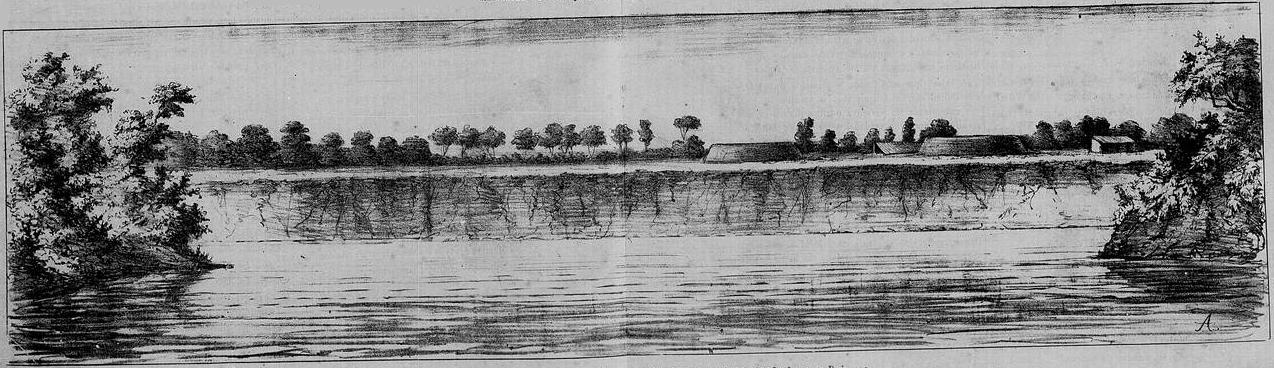
Vista dos barrancos e fortificações de Curupaity, tomada de bordo do vapor Princesa.

A construção das trincheiras da Curupaiti, considerada na historiografia paraguaia a maior vitória das armas do Paraguai em sua história, foi atribuída a diversos autores. Alguns deles atribuem-nas ao coronel inglês George Thompson, outros ao coronel polonês Luis Federico Myszkowski, outros ainda sustentam que, a 6 de setembro de 1866, o marechal Francisco Solano López ordenou o coronel húngaro Francisco Wisner Morgenstern que desenhasse no terreno o risco das novas obras de fortificação projetadas para conter em Curupaiti o avanço inimigo que considerava iminente. A mesma fonte, apoiada por outros historiadores, indica que dois dias depois, e sobre os planos desenhados por Morgenstern, o marechal convocou os comandantes mais importantes do seu exército para avaliar os mesmos. Nesta reunião, todos aprovaram os planos da trincheira, exceto o general Díaz. Este, quando questionado sobre as suas reservas sobre o assunto, afirmou, em guarani:
"Oì porane la cuatiá ari pero pecha ña mbopuharo la trinchera no ro jocoichene los cambape." ("Estará bem no papel, mas se levantarmos assim a trincheira, não deteremos os pretos").
O marechal López acreditou em seu general e autorizou-o a seguir a sua inspiração e a construir as trincheiras a seu critério.

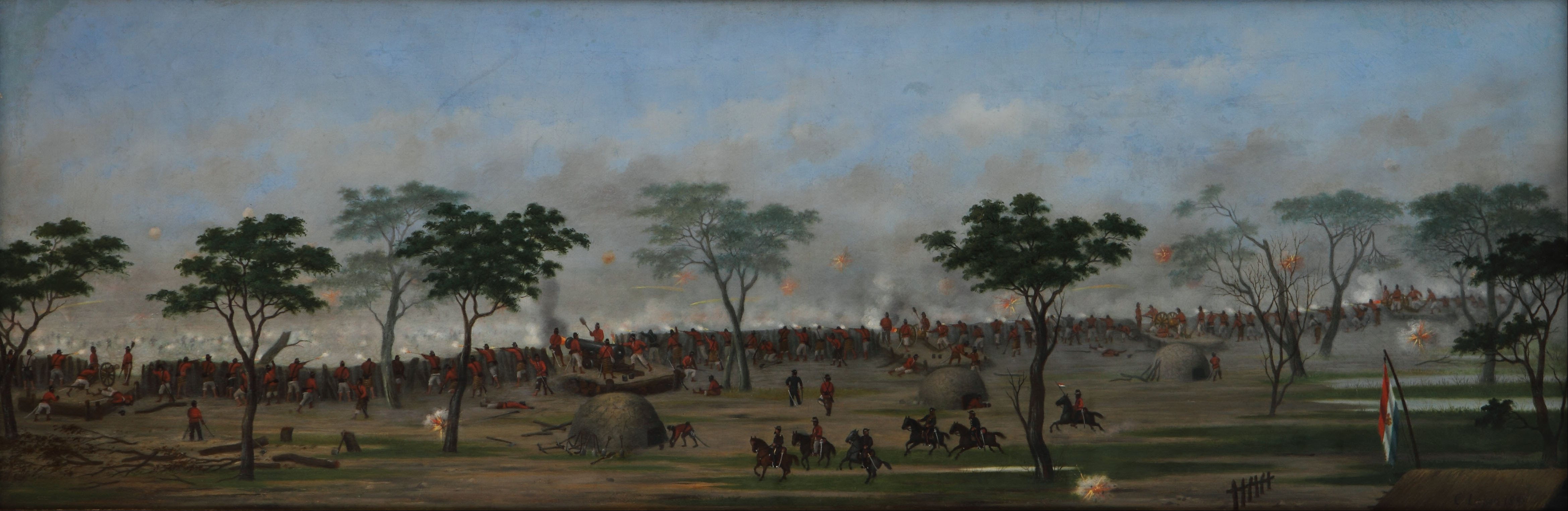
Trincheiras de Curupaiti (Cándido López).

Na realidade, os trabalhos de abertura das trincheiras haviam se iniciado a 3 de setembro, imediatamente após a culminância da batalha de Curuzu, após a retirada diante das tropas brasileiras. Os fossos de campanha então abertos haviam sido os apenas indispensáveis à cobertura elementar que a posição exigia. Já de volta a Curupaiti, na mesma noite (8 de setembro), Díaz deu início à tarefa, iniciando desde a mata, o mais rápido que permitia a derrubada das árvores nela existentes. Desse modo, trabalhando em turnos, 5 000 homens foram encarregados do corte de árvores e das escavações, de abrir túneis e preparar valas e abatizes. Os soldados trabalhavam dois a dois, uns com pás, outros com picaretas. O trabalho extenuante, com os soldados presos em pântanos e juncais, com água e lama até à cintura, era alternado com a fiscalização das linhas avançadas, na antecipação de um eventual ataque.
O fosso principal, o primeiro a ser concluído, apresentava dois metros de profundidade por quatro de largura. Com a terra dele retirada foi construído pela sua parte de trás uma plataforma para a artilharia. Na borda exterior do fosso, ergueu-se uma grossa barreira de abatizes (estacas afiadas), empregando-se as árvores recém-cortadas. Nos fossos que as continham, os grossos troncos foram seguros com estacas. A folhagem dessas árvores, geralmente folhas espinhosas, mal saíam das covas, dissimulando a sua profundidade e as estacas afiadas que se ocultavam no interior. Outras escavações foram abertas nas linhas avançadas e também dissimuladas. Com as fortes chuvas que se seguiram, esses obstáculos ficariam ocultos sob as águas, transformando-se em armadilhas mortais.
No interior das linhas de defesa e para proteger os atiradores dos tiros inimigos, o general Díaz fez erguer um outro fosso, no qual os soldados paraguaios tinham as melhores comodidades para efetuar os disparos com a menor visibilidade para o fogo inimigo. Foram também construídas duas pontes levadiças, assim como passadiços e depósitos de munições subterrâneos.
Toda a frente de trincheiras apresentava uma extensão total de mais de 2 quilómetros, estendendo-se desde as margens do rio Paraguai à laguna Méndez. Enquanto isso, o ataque dos Aliados demorava. Na realidade, o ataque agendada para o dia 17 de setembro foi suspenso devido às fortes chuvas, que duraram até 20 de Setembro. Foi decidido que o ataque seria a 22 de setembro, uma vez que o solo estava completamente alagado.
Nenhuma destas dificuldades fez com que os homens de Díaz abandonassem a tarefa. Aproveitaram a demora para aprofundar e aperfeiçoar as trincheiras. A 21 de setembro, antes do meio-dia, Díaz transferiu-se para o quartel-general de Paso Puku para informar a López que as trincheiras estavam prontas. O marechal comissionou o coronel Thompson para que fosse verificar o estado das obras. Cumprida a ordem, o militar inglês atestou que a posição era fortíssima. Desse modo, o marechal López discutiu com Díaz os últimos detalhes da defensa e as estratégias a adotar no dia seguinte. Ao despedir-se, o general assegurou ao marechal que "si todo el ejército aliado atacase, todo el ejército aliado quedaría sepultado al pie de las trincheras". Díaz retornou a Curupaiti, para junto das suas tropas, onde passou a noite, em prontidão. Enquanto isso, em Curuzu, a 3 quilómetros ao sul de Curupaiti, 20 000 homens do exército aliado encontravam-se reunidos, aguardando o momento do ataque.
De acordo com o então tenente da Marinha Artur Silveira da Motta:
“A posição era naturalmente tão forte, que quatro ou cinco mil homens de boa tropa com uma dúzia de canhões, atrás de uma trincheira de pouco relevo, que a natureza do terreno permitia levantar em vinte e quatro horas, bastavam para resistir a um ataque na proporção de um contra dez. Isto não quer dizer que a posição fosse inexpugnável, mas sim que não poderia ser tomada sem sacrifício de quinze ou vinte mil homens, que era o número total dos assaltantes. [...] Um espectador imparcial da batalha de Curupaiti nada teria tido que admirar na resistência do inimigo protegido por suas trincheiras em posição tão vantajosa”.